# Sankt Margarethen bei Knittelfeld
Sankt Margarethen bei Knittelfeld osztrák község Stájerország Mura-völgyi járásában. 2017 januárjában 2768 lakosa volt.

## Elhelyezkedése

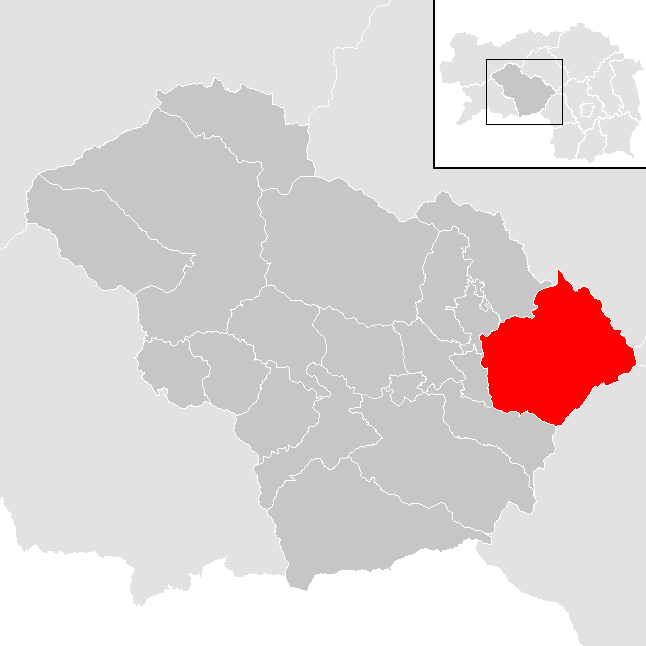
Sankt Margarethen bei Knittelfeld a Mura-völgyi járásban

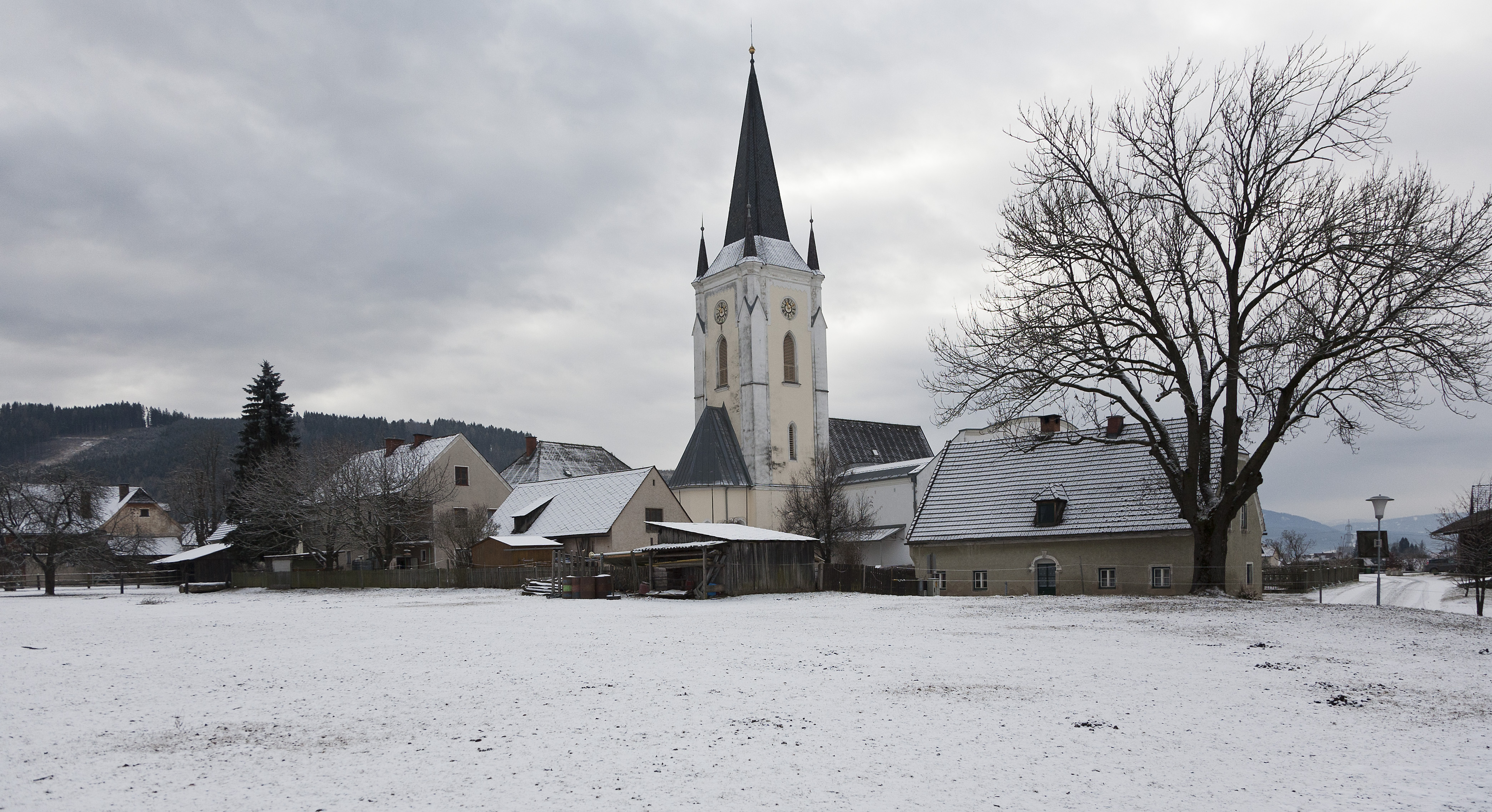
A Szt. Margit-plébániatemplom

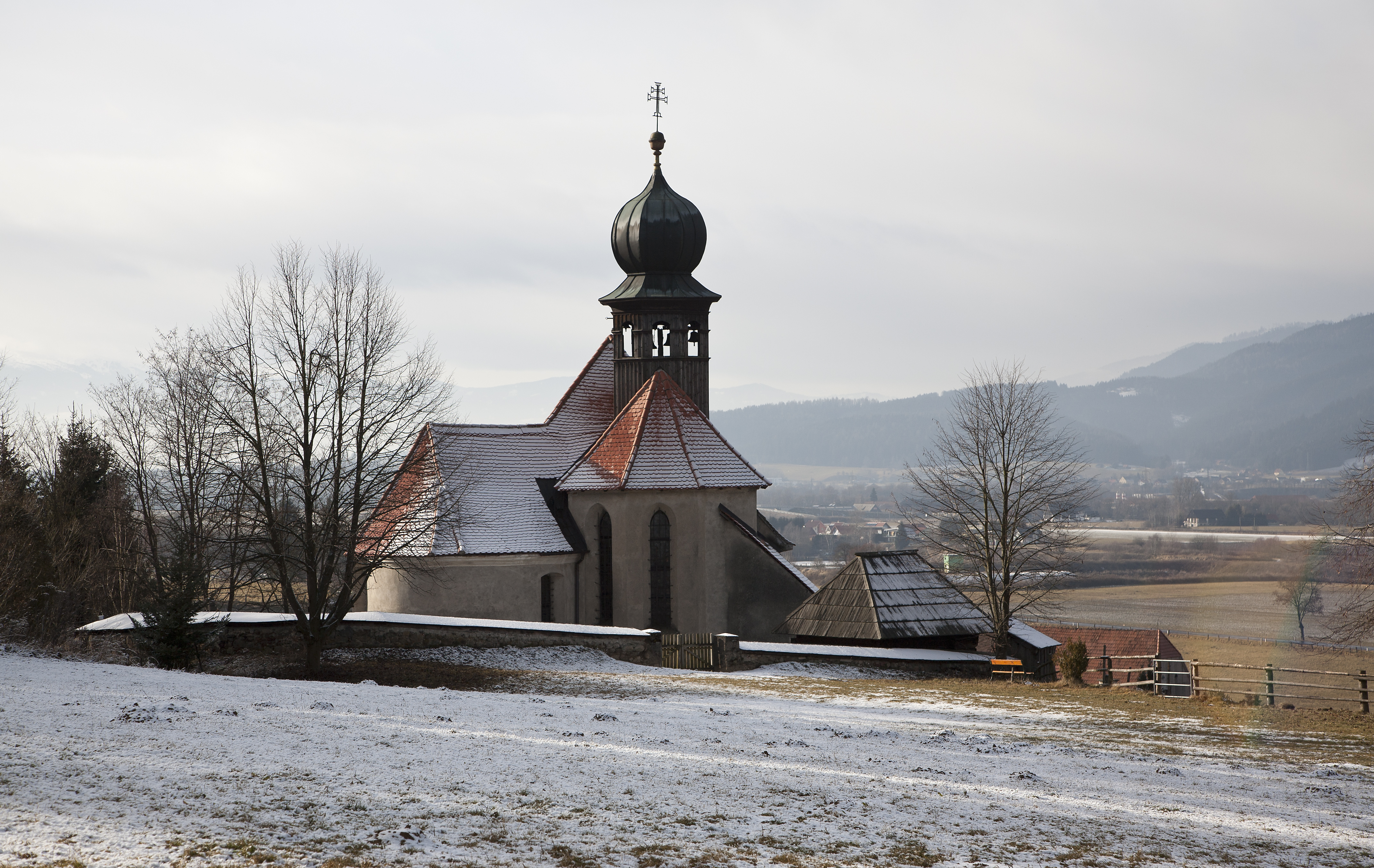
A Szt. Benedek-templom

Sankt Margarethen bei Knittelfeld Felső-Stájerországban, a Mura mentén, az Aichfeld-medence keleti peremén fekszik, 623 m-es tengerszint fölötti magasságon. Területének déli része a Gleinalpe hegységére esik. Az önkormányzat 8 katasztrális községben 20 települést egyesít: Fötschach (36 lakos), Glein (144), Gobernitz (138), Gottsbach (23), Kroisbach (70), Leistach (7), Mitterbach (150), Obermur (18), Pichl (24), Preg (74), Preggraben (103), Rachau (302), Ritzendorf (15), Sankt Benedikten (23), Sankt Lorenzen bei Knittelfeld (493), Sankt Margarethen bei Knittelfeld (799), Sankt Margarethen bei Knittelfeld Siedlung (115), Schütt (4), Ugendorf (161), Untermur (6).
A környező önkormányzatok: délnyugatra Lobmingtal, nyugatra Knittelfeld és Kobenz, északnyugatra Sankt Marein-Feistritz, északkeletre Sankt Stefan ob Leoben, keletre Übelbach, délkeletre Kainach bei Voitsberg, délre Maria Lankowitz. 

## Története
A falu az 1122-ben alapított Stájer őrgrófsághoz tartozott, amely 1180-ban különálló hercegségként elvált a Bajor hercegségtől.  Miután az Osztrák Hercegség 1192-ben megörökölte Stájerországot, a régiót előbb a Babenbergek, majd 1282-től 1918-ig a Habsburgok uralták.
St. Margarethen községi tanácsa 1850-ben alakult meg. Miután Ausztria 1938-ban csatlakozott a Német Birodalomhoz, a község a Stájerországi reichsgau része lett, majd a második világháború után a brit megszállási zónához tartozott.
A 2015-ös stájerországi közigazgatási reform keretében Sankt Margerethent egyesítették a szomszédos Sankt Lorenzen bei Knittelfeld és Rachau községekkel.

## Lakosság
A Sankt Margarethen bei Knittelfeld-i önkormányzat területén 2017. január 1-én 2768 fő élt. 2015-ben a helybeliek 94,5%-a volt osztrák állampolgár; a külföldiek közül 0,9% a régi (2004 előtti), 3,2% az új EU-tagállamokból érkezett. 0,2% a volt Jugoszlávia (Szlovénia és Horvátország nélkül) vagy Törökország, 1,2% egyéb országok polgára.
A 2001-es népszámlálás során az akkori Sankt Margarethenben 85,3% katolikusnak, 3,5% evangélikusnak, 0,5% ortodox kereszténynek, 0,4% mohamedánnak, 9,3% pedig felekezet nélkülinek vallotta magát. Ugyanekkor egy magyar élt a községben.

## Látnivalók

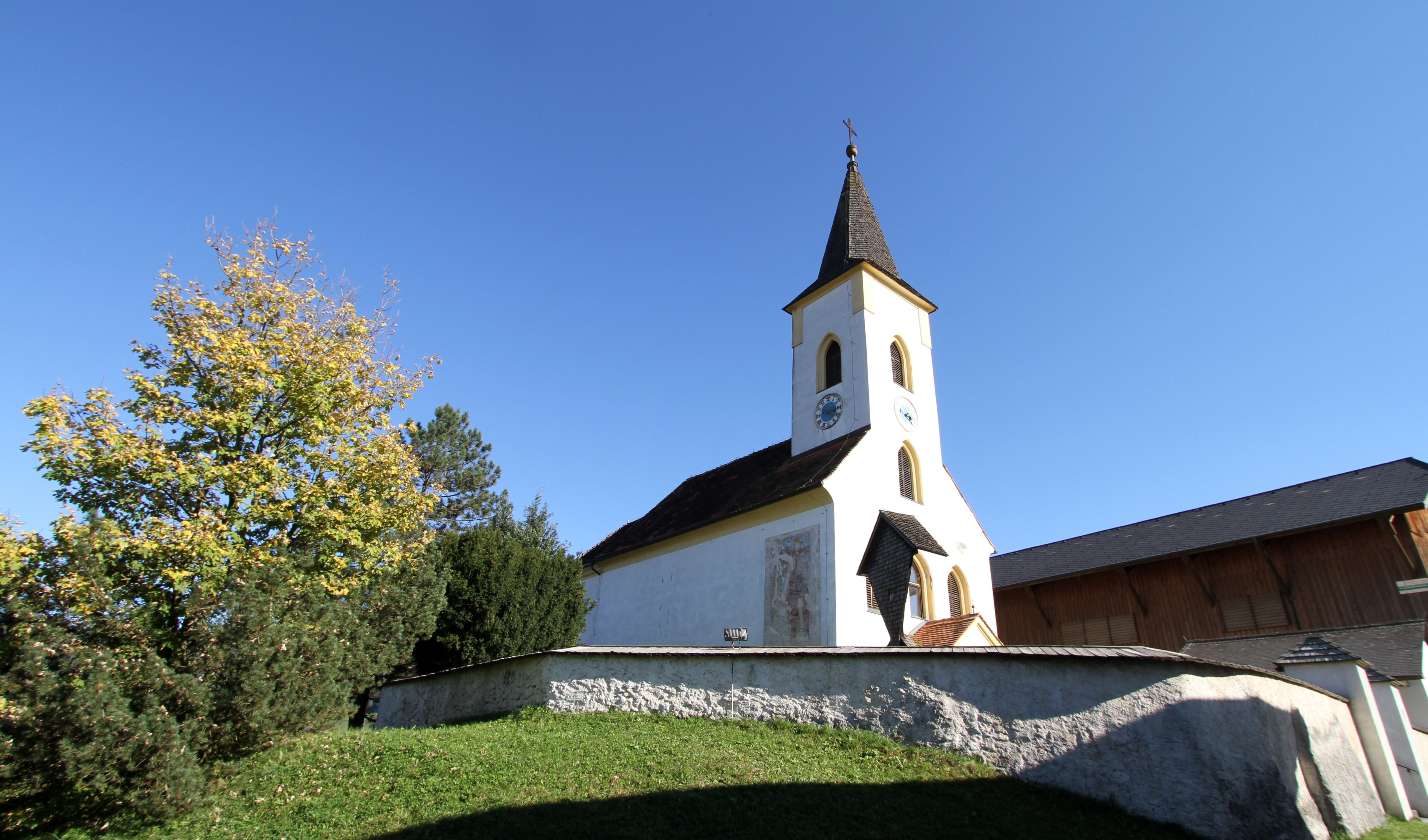
A Szt. Lőrinc-templom

- St. Margarethen Szt. Margit-plébániaatemplomát 1147 előtt alapították.
- Rachau Szt. Oszvald-plébániatemploma
- St. Lorenzen Szt. Lőrinc-plébániatemploma
- St. Lorenzen Szt. Benedek-temploma
- a Kálvária-hegyi kápolna
- az 1864-ben emelt hegyi kápolna (Bergkapelle)
- a gleini háborús emlékmű

## Fordítás
- Ez a szócikk részben vagy egészben  a   Sankt Margarethen bei Knittelfeld című német Wikipédia-szócikk ezen változatának fordításán alapul.  Az eredeti cikk szerkesztőit annak laptörténete sorolja fel. Ez a jelzés csupán a megfogalmazás eredetét és a szerzői jogokat jelzi, nem szolgál a cikkben szereplő információk forrásmegjelöléseként.